# Culhuacan

Glyphe de Culhuacan

Culhuacan était un altepetl (cité-État mésoaméricaine) de langue nahuatl de la vallée de Mexico. Fondée selon la tradition par les Toltèques sous Mixcoatl, c'est une de leurs premières villes.